# Tarbert Primary School
Die Tarbert Primary School ist eine ehemalige Schule der Primarstufe in der Ortschaft Tarbert auf der schottischen Hebrideninsel Lewis and Harris. 1994 wurde das Bauwerk in die schottischen Denkmallisten in der Denkmalkategorie B aufgenommen.

## Geschichte
Die Tarbert Primary School wurde 1896 errichtet. Für den Entwurf zeichnet das Architekturbüro Ross &Macbeth verantwortlich. Alexander Ross hatte bereits verschiedene Schulgebäude in der Grafschaft Inverness-shire geplant. Bei der Tarbert Primary School wurde jedoch nicht eine Modifikation seines üblichen Modellentwurfs ausgeführt, sondern ein weniger schlichter Entwurf, der eher der stilistischen Linie Ross’ entspricht.
Der Schulbetrieb wurde zwischenzeitlich eingestellt. Sämtliche Schüler besuchen seitdem die Sir E. Scott School in Tarbert, die sämtliche Klassenstufen abdeckt.

## Beschreibung
Das Gebäude der Tarbert Primary School steht an der A859 im östlichen Teil von Tarbert und überblickt den East Loch Tarbert. Es ist umgeben von Villen. Wie im vorliegenden Bauzeitraum auf den Hebriden üblich, umfasst der Komplex das Schulgebäude und die nebenstehende Lehrerwohnung. Beide Baukörper harmonieren stilistisch. Sie sind aus grob behauenem Feldstein als Sichtmauerwerk mit Natursteindetails aufgemauert und schließen mit schiefergedeckten Satteldächern mit giebelständigen Kaminen.
Das rechts stehende Schulgebäude ist mit Rundbogenfenstern, einem Drillingsfenster im straßenseitigen Hauptgiebel und zwei beziehungsweise einem Fenster in den kleineren flankierenden Giebeln, ausgeführt. Rechts wurde ein Übergang zu dem im frühen 20. Jahrhundert ergänzten Anbau geschaffen. Der Anbau ist stilistisch harmonierend, jedoch schlichter ausgeführt. Es sind längliche Sprossenfenster mit Fensterstürzen und Fenstersimsen aus Beton eingelassen. Rückwärtig geht ein moderner Anbau ab.
Die links stehende, eingeschossige Lehrerwohnung wurde ebenfalls mit rundbogigen Gebäudeöffnungen ausgeführt. Die rechts eingelassene Eingangstüre schließt mit einem rundbogigen, dreiflächigen Kämpferfenster. Darüber tritt eine Gaube aus dem Satteldach mit giebelständigen Kaminen heraus.